# 刘揆楚
刘揆楚（1938年7月—），湖南双峰人，中华人民共和国陕西省地方政治人物。曾任陕西省人大常委会副主任，中共陕西省委常委、省委组织部部长。

## 经历
刘揆楚是湖南省双峰县杏子铺镇大丰塅廖家冲人。早年曾先后在娄底市春元中学和湘乡市第一中学读书。1958年，考入原西安矿业学院（现西安科技大学）；在校期间，于1961年1月加入中国共产党。1963年8月大学毕业后，留校任教。
1973年5月，刘揆楚调到韩城矿务局工作，先后在象山矿和下峪口矿任职；1982年7月，升任陕西省煤炭管理局副局长、党组副书记；1983年4月，出任陕西省煤炭工业厅厅长；1988年9月，担任中国统配煤矿总公司陕西公司经理。1990年10月，调中共陕西省委组织部工作，任副部长；1993年2月，晋升部长；并于1993年5月召开的中共陕西省第八届委员会第一次全体会议上，当选省委常委、继续兼任组织部部长（至1998年6月）。1998年1月，当选第九届陕西省人大常委会副主任；2003年退休。